# 트리스트럼 섄디 역설
트리스트럼 섄디 역설(영어: Tristram Shandy paradox)은 버트런드 러셀이 만든 역설이다. 트리스트럼 섄디는 로런스 스턴의 소설 《트리스트램 샌디의 일생과 의견》의 주인공이다. 섄디는 그의 삶을 일기장에 기록하는데, 하루를 기록하는 데 무려 한 해가 걸린다. 일기를 작성하는 속도가 시간이 가는 속도에 훨씬 못미치기 때문에, 기록하지 않은 이야기가 나날이 쌓여 가고, 일기를 완성하기란 요원해 보인다. 그러나 만약 섄디가 영원한 삶을 살 수 있고, 일기 쓰기를 멈추지 않는다면, 모든 하루는 어떤 해에 기록될 것이기 때문에, 결국 그의 일기에는 누락된 부분이 없을 것이다.

## 역사
버트런드 러셀이 《수학의 원리》(영어: The Principles of Mathematics)에서 전체와 부분의 관계를 설명하면서 소개했다.

## 참고 문헌
1. ↑  Russell, Bertrand (1903). 《The principles of Mathematics. Vol I.》 (영어). Cambridge: Cambridge University Press. JFM 34.0062.14.